# Grande Prêmio do Rio de Janeiro de Motovelocidade
O Grande Prêmio do Rio de Janeiro de Motovelocidade foi um evento de motociclismo que foi realizado nove vezes entre 1995 e 2004, no Autódromo Internacional Nelson Piquet em Jacarepaguá, perto da cidade do Rio de Janeiro, Brasil, e fez parte do Campeonato Mundial de Motovelocidade.
O recordista é o italiano Valentino Rossi, que venceu a corrida num total de seis vezes em diferentes classes.

## Vencedores do Grande Prêmio do Rio de Janeiro de Motovelocidade
| Ano  | Pista       | 125 cc          | 125 cc     | 250 cc          | 250 cc     | 500 cc          | 500 cc     |
| Ano  | Pista       | Piloto          | Fabricante | Piloto          | Fabricante | Piloto          | Fabricante |
| ---- | ----------- | --------------- | ---------- | --------------- | ---------- | --------------- | ---------- |
| 1995 | Jacarepaguá | Masaki Tokudome | Aprilia    | Doriano Romboni | Honda      | Luca Cadalora   | Yamaha     |
| 1996 | Jacarepaguá | Haruchika Aoki  | Honda      | Olivier Jacque  | Honda      | Michael Doohan  | Honda      |
| 1997 | Jacarepaguá | Valentino Rossi | Aprilia    | Olivier Jacque  | Honda      | Michael Doohan  | Honda      |
| 1999 | Jacarepaguá | Noboru Ueda     | Honda      | Valentino Rossi | Aprilia    | Norifumi Abe    | Yamaha     |
| 2000 | Jacarepaguá | Simone Sanna    | Aprilia    | Daijiro Kato    | Honda      | Valentino Rossi | Honda      |
| 2001 | Jacarepaguá | Youichi Ui      | Derbi      | Daijiro Kato    | Honda      | Valentino Rossi | Honda      |
| Ano  | Pista       | 125 cc          | 125 cc     | 250 cc          | 250 cc     | MotoGP          | MotoGP     |
| Ano  | Pista       | Piloto          | Fabricante | Piloto          | Fabricante | Piloto          | Fabricante |
| 2003 | Jacarepaguá | Jorge Lorenzo   | Derbi      | Manuel Poggiali | Aprilia    | Valentino Rossi | Honda      |
| 2002 | Jacarepaguá | Masao Azuma     | Honda      | Sebastian Porto | Yamaha     | Valentino Rossi | Honda      |
| 2003 | Jacarepaguá | Jorge Lorenzo   | Derbi      | Manuel Poggiali | Aprilia    | Valentino Rossi | Honda      |
| 2004 | Jacarepaguá | Héctor Barberá  | Aprilia    | Manuel Poggiali | Aprilia    | Makoto Tamada   | Honda      |